# ASC De Volewijckers in het seizoen 1972/73
Het seizoen 1972/1973 was het 19e jaar in het bestaan van de Amsterdamse betaaldvoetbalclub De Volewijckers. De club kwam uit in de Eerste divisie en eindigde daarin op de 19e plaats. Tevens deed de club mee aan het toernooi om de KNVB Beker, hierin werd in de derde ronde verloren van FC Den Haag-ADO (1–2).

## Wedstrijdstatistieken

### Eerste divisie
|       | SC Cambuur | FC Dordrecht | Eindhoven | Fortuna | Fortuna SC | De Graafschap | Heerenveen | Helmond Sport | Heracles | HVC   | PEC Zwolle | Roda JC | SVV   | Veendam | Vitesse | Volendam | FC VVV | Wageningen | Willem II |
| ----- | ---------- | ------------ | --------- | ------- | ---------- | ------------- | ---------- | ------------- | -------- | ----- | ---------- | ------- | ----- | ------- | ------- | -------- | ------ | ---------- | --------- |
| Thuis | 1 – 1      | 2 – 2        | 0 – 0     | 2 – 1   | 1 – 2      | 2 – 2         | 1 – 1      | 1 – 1         | 3 – 1    | 1 – 0 | 1 – 2      | 0 – 1   | 1 – 2 | 1 – 1   | 1 – 3   | 0 – 2    | 2 – 0  | 1 – 1      | 3 – 3     |
| Uit   | 1 – 1      | 0 – 0        | 4 – 0     | 2 – 1   | 1 – 1      | 4 – 0         | 2 – 0      | 5 – 1         | 2 – 2    | 2 – 3 | 2 – 1      | 1 – 0   | 3 – 1 | 0 – 3   | 3 – 0   | 2 – 0    | 0 – 0  | 3 – 3      | 2 – 2     |

### KNVB beker
| 1e ronde                                           | HVC                          | 0 – 2 (0 – 0) | De Volewijckers                        |
| 29 oktober 1972 Plaats: Amersfoort Birkhoven       |                              |               | 63' Toon den Boer 70' Teun-Jan Jongens |
| 2e ronde                                           | De Volewijckers              | 1 – 0 (0 – 0) | Vitesse                                |
| 10 december 1972 Plaats: Amsterdam Buiksloterbanne | Cor Zonneveld 69'            |               |                                        |
| 3e ronde                                           | FC Den Haag-ADO              | 2 – 1 (1 – 1) | De Volewijckers                        |
| 28 januari 1973 Plaats: Den Haag Zuiderparkstadion | René Pas 4' Aad Mansveld 49' |               | 6' Joop Lok                            |

## Statistieken De Volewijckers 1972/1973

### Eindstand De Volewijckers in de Nederlandse Eerste divisie 1972 / 1973
| Stand | Gespeeld | Gewonnen | Gelijk | Verloren | Punten | Doelpunten voor | Doelpunten tegen |
| ----- | -------- | -------- | ------ | -------- | ------ | --------------- | ---------------- |
| 19e   | 38       | 6        | 16     | 16       | 28     | 43              | 65               |

### Topscorers
| #      | Naam             | Goal |
| ------ | ---------------- | ---- |
| 1.     | Arnold van Haren | 8    |
| 1.     | Pim Waaijenberg  | 8    |
| 3.     | Dick Fiene       | 7    |
| 4.     | Joop Lok         | 5    |
| 5.     | Ben Verweij      | 4    |
| 6.     | Chris Bachofner  | 3    |
| 6.     | Wim Riechelman   | 3    |
| 6.     | Cor Zonneveld    | 3    |
| 9.     | Hans Bakker      | 1    |
| 9.     | Rob van der Plas | 1    |
| Totaal | Totaal           | 43   |

| #      | Naam             | Goal |
| ------ | ---------------- | ---- |
| 1.     | Toon den Boer    | 1    |
| 1.     | Teun-Jan Jongens | 1    |
| 1.     | Joop Lok         | 1    |
| 1.     | Cor Zonneveld    | 1    |
| Totaal | Totaal           | 4    |

## Voetnoten
SC Cambuur ·
FC Dordrecht ·
Eindhoven ·
Fortuna SC ·
Fortuna ·
De Graafschap ·
Heerenveen ·
Helmond Sport ·
Heracles ·
HVC ·
PEC Zwolle ·
Roda JC ·
SVV ·
Veendam ·
Vitesse ·
Volendam ·
De Volewijckers ·
FC VVV ·
Wageningen ·
Willem II